# DJ Hero
DJ Hero è un videogioco musicale sviluppato da FreeStyleGames e pubblicato da Activision. È stato distribuito il 27 ottobre del 2009 negli Stati Uniti d'America, il 28 ottobre in Australia e il 29 ottobre nell'Europa. Il gioco è uno spin-off che si basa sul turntablism e conta 94 remix composti da uno o due brani mixati tra i più di 100 inclusi. Per accumulare i punti e suonare per il pubblico virtuale, il giocatore deve schiacciare i tasti per attivare i beat, aggiustare il crossfade tra due canzoni e "scratchare" il piatto in tempo con le indicazioni su schermo.
Il gioco presenta due modalità di gioco: giocatore singolo e multigiocatore in cooperativa o in competitiva. Nel titolo è presente anche una modalità tramite la quale è possibile suonare alcuni brani con la chitarra di Guitar Hero assieme con il piatto da DJ.
Molti DJ hanno collaborato al gioco durante il suo sviluppo nella creazione dei mix e nel prestare le proprie immagini per i DJ selezionabili nel gioco. Tra questi spiccano nomi come DJ Shadow, Z-Trip, DJ AM, Cut Chemist, J.Period, Grandmaster Flash, DJ Jazzy Jeff e Daft Punk.

## Giocabilità
DJ Hero simula il turntablism, lo stile musicale utilizzato dai Dj per creare nuove canzoni, mixando tracce pre-registrate ed aggiungendo effetti sonori. La modalità di gioco è simile a quella della serie Guitar Hero, ovvero ha come scopo migliorare il punteggio preesistente.
Le note colorate viaggiano sullo schermo in un arco con le sembianze di un disco in vinile e il giocatore deve premere i bottoni "stream" per suonarle; due bottoni servono per mixare tra loro le canzoni della partita, mentre il terzo permette l'aggiunta di effetti per migliorare il mix. Il giocatore deve, inoltre, utilizzare il crossfader per collegare i simboli che appaiono sullo schermo per aumentare il volume di una canzone e invertire il mix per un breve periodo. Alcune tracce comprendono una sessione di scratch vengono rappresentate come una serie di frecce: in questo caso il giocatore, oltre a premere i bottoni, deve anche muoverli nelle direzioni indicate per accumulare più punti, mimando il gesto dello scratch sui dischi in vinile. L'"Euforia" è l'equivalente dello "Star Power" di Guitar Hero, si acquisisce suonando bene parti di brani chiamate "Perfect Regions" e può essere utilizzata premendo l'apposito bottone. L'"Euforia" raddoppia il moltiplicatore punti, quando è attivata. È inoltre presente un "Rewind-Meter" che, quando viene riempito completando serie di note senza errori, permette di tornare indietro e rattoppare errori commessi durante la performance. A differenza di Guitar Hero, non è possibile fallire una canzone.

### Modalità di gioco
Esiste una modalità carriera in solitario, ma è possibile giocare in multiplayer in modalità cooperativa o competitiva "DJ vs DJ", sia con due controller che assieme ad un compagno on-line. Una decina di canzoni sono state mixate in modo particolare per poter supportare la modalità "DJ vs Guitar", in cui un giocatore utilizza il controller Dj Hero e un altro può suonare con la chitarra di Guitar Hero. È presente anche una modalità che permette di usare il microfono, ma non permette l'accumulo dei punti.

### Il controller
Il controller è una piattaforma wireless con le sembianze di un mixer con tre bottoni "stream" di colori differenti (verde, rosso e blu), una manopola effetti, un crossfader e il bottone "Euforia"; un pannello nascosto contiene bottoni addizionali che richiamano quelli del normale controller della console. Inoltre, parte del controller può essere rimossa e riadattata per giocatori mancini.

## Colonna sonora
Oltre 100 brani sono inclusi nel gioco dai quali sono stati creati 94 mix con le partecipazioni dei DJ di fama internazionale e dai DJ sviluppatori; alcuni mix hanno la stessa canzone come entrambe le parti del mix (com'è consueto nel turntablism) e tutti questi sono stati creati in esclusiva per il videogame. Hanno collaborato anche DJ noti come DJ Shadow, Z-Trip, DJ AM, Cut Chemist, J.Period, Grandmaster Flash, DJ Jazzy Jeff e Daft Punk. Mix Master Mike dei Beastie Boys ha dichiarato di aver dato l'esclusiva ai 7 Studios per apparire nel loro videogioco Scratch: The Ultimate DJ e per questo non è potuto comparire in DJ Hero.
I brani individuali sono stati presi dai più vari generi musicali (pop, grunge, soul, R&B, techno, hip hop e house). In aggiunta ai mix, sono stati usati brani individuali anche di Eminem e Jay-Z (tra i quali sono presenti Izzo (H.O.V.A.) e Dirt off Your Shoulder). Eminem ha anche dichiarato che altre sue canzoni saranno pubblicate come contenuto aggiuntivo per il gioco. Anche Universal Music Group ha contribuito in modo sostanzioso a questo videogame.

### Tracklist
| Brano 1                                | Artista 1                                     | Brano 2                       | Artista 2                                                    | Mixer                             | Parte chitarra |  |
| -------------------------------------- | --------------------------------------------- | ----------------------------- | ------------------------------------------------------------ | --------------------------------- | -------------- |  |
| Ace of Spades                          | Motörhead                                     | Groundhog                     | NOISIA                                                       | FreeStyleGames                    | SI             |  |
| Ain't No Love in the Heart of the City | Bobby "Blue" Bland                            | Fuzz and Them                 | Connie Price & The Keystones                                 | FreeStyleGames                    | NO             |  |
| Ain't No Love in the Heart of the City | Bobby "Blue" Bland                            | How Do U Want It              | Tupac Shakur                                                 | FreeStyleGames                    | NO             |  |
| All Eyez on Me                         | Tupac Shakur                                  | Bittersweet Symphony          | The Aranbee Pop Symphony Orchestra                           | FreeStyleGames                    | NO             |  |
| Another One Bites the Dust             | Queen                                         | Brass Monkey                  | Beastie Boys                                                 | DJ Z-Trip                         | NO             |  |
| Another One Bites the Dust             | Queen                                         | Da Funk                       | Daft Punk                                                    | Daft Punk                         | NO             |  |
| Around the World                       | Daft Punk                                     | Bust a Move                   | Young MC                                                     | Daft Punk                         | NO             |  |
| Beats                                  | Shlomo                                        | The Big Beat                  | Billy Squier                                                 | FreeStyleGames                    | NO             |  |
| Beats and Pieces                       | The Scratch Perverts                          | n/a                           | n/a                                                          | The Scratch Perverts              | NO             |  |
| Beverly Hills                          | Weezer                                        | Fresh Rhymes and Videotape    | Evidence featuring The Alchemist, Aceyalone, Rakaa & 88 Keys | FreeStyleGames                    | SI             |  |
| The Big Beat                           | Billy Squier                                  | Lapdance                      | N.E.R.D                                                      | FreeStyleGames                    | SI             |  |
| Bittersweet Symphony                   | The Aranbee Pop Symphony Orchestra            | Rock the Bells                | LL Cool J                                                    | DJ Jazzy Jeff                     | NO             |  |
| Boom Boom Pow                          | The Black Eyed Peas                           | Satisfaction                  | Benny Benassi                                                | FreeStyleGames                    | NO             |  |
| Boom                                   | Grandmaster Flash                             | Tap                           | Grandmaster Flash                                            | Grandmaster Flash                 | NO             |  |
| Bring the Noise 20XX                   | Public Enemy featuring Zakk Wylde             | Genesis                       | Justice                                                      | DJ Z-Trip                         | NO             |  |
| Bring the Noise 20XX (DJ-Guitar Mix)   | Public Enemy featuring Zakk Wylde             | n/a                           | n/a                                                          | FreeStyleGames                    | SI             |  |
| Bustin' Loose                          | Chuck Brown & The Soul Searchers              | Bust a Move                   | Young MC                                                     | FreeStyleGames                    | NO             |  |
| Bustin' Loose                          | Chuck Brown & The Soul Searchers              | Time of the Season            | The Zombies                                                  | DJ Shadow                         | NO             |  |
| Change Clothes                         | Jay-Z featuring Pharrell Williams             | All Eyez on Me                | Tupac Shakur                                                 | FreeStyleGames                    | NO             |  |
| Da Funk                                | Daft Punk                                     | Strange Enough                | N.A.S.A. featuring Karen O, ODB & Fatlip                     | Daft Punk                         | NO             |  |
| Day 'N' Nite                           | Kid Cudi                                      | Boom Boom Pow                 | The Black Eyed Peas                                          | FreeStyleGames                    | NO             |  |
| Disco Inferno                          | 50 Cent                                       | Last Night a DJ Saved My Life | Indeep                                                       | FreeStyleGames                    | NO             |  |
| Disco Inferno                          | 50 Cent                                       | Let's Dance                   | David Bowie                                                  | FreeStyleGames                    | NO             |  |
| Disturbia                              | Rihanna                                       | Control                       | Kid Sister                                                   | FreeStyleGames                    | NO             |  |
| Disturbia                              | Rihanna                                       | Disco Inferno                 | The Trammps                                                  | FreeStyleGames                    | NO             |  |
| Disturbia                              | Rihanna                                       | Somebody Told Me              | The Killers                                                  | FreeStyleGames                    | SI             |  |
| Edge                                   | David Axelrod                                 | Eric B. Is President          | Eric B. & Rakim                                              | FreeStyleGames                    | NO             |  |
| Excuse Me Miss                         | Jay-Z featuring Pharrell Williams             | Give It to Me Baby            | Rick James                                                   | FreeStyleGames                    | NO             |  |
| Feel Good Inc                          | Gorillaz                                      | Atomic                        | Blondie                                                      | FreeStyleGames                    | NO             |  |
| Fight! Smash! Win!                     | Street Sweeper Social Club                    | Intergalactic                 | Beastie Boys                                                 | FreeStyleGames                    | SI             |  |
| Fix Up, Look Sharp                     | Dizzee Rascal                                 | Genesis                       | Justice                                                      | FreeStyleGames                    | NO             |  |
| Fix Up, Look Sharp                     | Dizzee Rascal                                 | Organ Donor                   | DJ Shadow                                                    | FreeStyleGames                    | NO             |  |
| Good Thang                             | Q-Tip                                         | The Big Beat                  | Billy Squier                                                 | J.Period                          | NO             |  |
| Groundhog                              | NOISIA                                        | n/a                           | n/a                                                          | The Scratch Perverts              | NO             |  |
| Here Comes My DJ                       | Grandmaster Flash featuring DJ Kool & DJ Demo | Cars                          | Gary Numan                                                   | Grandmaster Flash                 | NO             |  |
| Here's a Little Somethin' for Ya       | Beastie Boys                                  | The Number Song               | DJ Shadow                                                    | DJ Shadow                         | NO             |  |
| Hollaback Girl                         | Gwen Stefani                                  | Feel Good Inc                 | Gorillaz                                                     | FreeStyleGames                    | NO             |  |
| Hollaback Girl                         | Gwen Stefani                                  | Give It to Me Baby            | Rick James                                                   | FreeStyleGames                    | NO             |  |
| Hollaback Girl                         | Gwen Stefani                                  | Last Night a DJ Saved My Life | Indeep                                                       | DJ AM                             | NO             |  |
| How Ya Like Me Now                     | Kool Moe Dee                                  | I Like to Move It             | Reel 2 Real featuring The Mad Stuntman                       | FreeStyleGames                    | NO             |  |
| I Heard It Through the Grapevine       | Marvin Gaye                                   | Feel Good Inc                 | Gorillaz                                                     | FreeStyleGames                    | NO             |  |
| I Heard It Through the Grapevine       | Marvin Gaye                                   | Let's Dance                   | David Bowie                                                  | FreeStyleGames                    | NO             |  |
| I Want You Back                        | The Jackson 5                                 | Just to Get a Rep             | Gang Starr                                                   | DJ Yoda                           | NO             |  |
| I Want You Back                        | The Jackson 5                                 | Semi-Charmed Life             | Third Eye Blind                                              | FreeStyleGames                    | NO             |  |
| I Want You Back                        | The Jackson 5                                 | Semi-Charmed Life             | Third Eye Blind                                              | FreeStyleGames                    | SI             |  |
| Ice Ice Baby                           | Vanilla Ice                                   | Straight Up                   | Paula Abdul                                                  | FreeStyleGames                    | NO             |  |
| Ice Ice Baby                           | Vanilla Ice                                   | U Can't Touch This            | MC Hammer                                                    | FreeStyleGames                    | NO             |  |
| Insane in the Brain                    | Cypress Hill                                  | Spooky                        | Classics IV                                                  | FreeStyleGames                    | NO             |  |
| Insane in the Brain                    | Cypress Hill                                  | Edge                          | David Axelrod                                                | FreeStyleGames                    | NO             |  |
| Intergalactic                          | Beastie Boys                                  | Rapture                       | Blondie                                                      | FreeStyleGames                    | NO             |  |
| Izzo (H.O.V.A.)                        | Jay-Z                                         | I Want You Back               | The Jackson 5                                                | FreeStyleGames                    | NO             |  |
| Izzo (H.O.V.A.)                        | Jay-Z                                         | My Name Is                    | Eminem                                                       | FreeStyleGames                    | NO             |  |
| Jack of Spades                         | Boogie Down Productions                       | Let's Dance                   | David Bowie                                                  | DJ Shadow                         | NO             |  |
| Jayou                                  | Jurassic 5                                    | Rockit                        | Herbie Hancock                                               | FreeStyleGames                    | NO             |  |
| Jayou                                  | Jurassic 5                                    | The Big Beat                  | Billy Squier                                                 | FreeStyleGames                    | NO             |  |
| Juke Box Hero                          | Foreigner                                     | DJ Hero                       | DJ Z-Trip featuring MURS                                     | DJ Z-Trip                         | SI             |  |
| Juke Box Hero                          | Foreigner                                     | DJ Hero                       | DJ Z-Trip featuring MURS                                     | DJ Z-Trip                         | NO             |  |
| Just to Get a Rep                      | Gang Starr                                    | Shook Ones part II            | Mobb Deep                                                    | J.Period                          | NO             |  |
| Last Night a DJ Saved My Life          | Indeep                                        | Word Up!                      | Cameo                                                        | FreeStyleGames                    | NO             |  |
| Lee Majors Come Again                  | Beastie Boys                                  | Da Funk                       | Daft Punk                                                    | Cut Chemist                       | NO             |  |
| Lookin' at Me                          | Wale                                          | Hey Mama                      | The Black Eyed Peas featuring Tippa Irie                     | FreeStyleGames                    | NO             |  |
| Megamix 1                              | Daft Punk                                     | n/a                           | n/a                                                          | Daft Punk                         | NO             |  |
| Megamix 2                              | Daft Punk                                     | n/a                           | n/a                                                          | Daft Punk                         | NO             |  |
| Monkey Wrench                          | Foo Fighters                                  | Sabotage                      | Beastie Boys                                                 | FreeStyleGames                    | SI             |  |
| Mr. Big Stuff                          | Jean Knight                                   | Born to Roll                  | Masta Ace                                                    | FreeStyleGames                    | NO             |  |
| My Name Is                             | Eminem                                        | Loser                         | Beck                                                         | FreeStyleGames                    | NO             |  |
| Nothing But You                        | Paul van Dyk                                  | I Can't Stop                  | David Penn                                                   | Sandy Rivera featuring David Penn | NO             |  |
| Paper Planes                           | M.I.A.                                        | Eric B. Is President          | Eric B. & Rakim                                              | The Scratch Perverts              | NO             |  |
| Paper Planes                           | M.I.A.                                        | Lookin' at Me                 | Wale                                                         | FreeStyleGames                    | NO             |  |
| Play That Funky Music                  | Wild Cherry                                   | Just to Get a Rep             | Gang Starr                                                   | FreeStyleGames                    | SI             |  |
| Poison                                 | Bell Biv DeVoe                                | Intergalactic                 | Beastie Boys                                                 | DJ AM                             | NO             |  |
| Poison                                 | Bell Biv DeVoe                                | Word Up!                      | Cameo                                                        | FreeStyleGames                    | NO             |  |
| Poison                                 | Bell Biv DeVoe                                | n/a                           | n/a                                                          | FreeStyleGames                    | NO             |  |
| Put Your Hands Up 4 Detroit            | Fedde Le Grand                                | I Can't Stop                  | David Penn                                                   | Sandy Rivera featuring David Penn | NO             |  |
| Robot Rock                             | Daft Punk                                     | Al Naafyish                   | Hashim                                                       | The Scratch Perverts              | NO             |  |
| Robot Rock                             | Daft Punk                                     | We Will Rock You              | Queen                                                        | Daft Punk                         | NO             |  |
| Rockit                                 | Herbie Hancock                                | Lapdance                      | N.E.R.D                                                      | Grandmaster Flash                 | NO             |  |
| Rockit                                 | Herbie Hancock                                | n/a                           | n/a                                                          | FreeStyleGames                    | NO             |  |
| Satisfaction                           | Benny Benassi                                 | Elements of Life              | Tiësto                                                       | FreeStyleGames                    | NO             |  |
| Short Circuit                          | Daft Punk                                     | Jack of Spades                | Boogie Down Productions                                      | Daft Punk                         | NO             |  |
| Shout                                  | Tears for Fears                               | Eric B. Is President          | Eric B. & Rakim                                              | DJ Jazzy Jeff                     | NO             |  |
| Shout                                  | Tears for Fears                               | Pjanoo                        | Eric Prydz                                                   | FreeStyleGames                    | NO             |  |
| Shout                                  | Tears for Fears                               | Six Days                      | DJ Shadow featuring Mos Def                                  | FreeStyleGames                    | NO             |  |
| Shut 'Em Down                          | Public Enemy                                  | Where It's At                 | Beck                                                         | FreeStyleGames                    | NO             |  |
| Six Days                               | DJ Shadow                                     | Annie's Horn                  | D-Code                                                       | FreeStyleGames                    | NO             |  |
| Somebody Told Me                       | The Killers                                   | Pjanoo                        | Eric Prydz                                                   | FreeStyleGames                    | NO             |  |
| Strange Enough                         | N.A.S.A. featuring Karen O, ODB, & Fatlip     | Theme from Shaft              | Isaac Hayes                                                  | FreeStyleGames                    | NO             |  |
| Technologic                            | Daft Punk                                     | Cars                          | Gary Numan                                                   | Daft Punk                         | NO             |  |
| Television Rules the Nation            | Daft Punk                                     | Hella Good                    | No Doubt                                                     | Daft Punk                         | NO             |  |
| Tutti Frutti                           | Little Richard                                | Beats                         | Shlomo                                                       | DJ Yoda                           | NO             |  |
| Universal Mind Control                 | Common                                        | Jeep Ass Gutter               | Masta Ace                                                    | The Scratch Perverts              | NO             |  |
| Where It's At                          | Beck                                          | Six Days                      | DJ Shadow featuring Mos Def                                  | FreeStyleGames                    | NO             |  |
| Zulu Nation Throwdown                  | Afrika Bambaataa                              | Get Down                      | Freedom Express                                              | FreeStyleGames                    | NO             |  |

## Accoglienza

### Vendite
Il progetto non continuò e quindi non fu prodotto un terzo titolo della serie. A scapito per le poche vendite dei precedenti capitoli e per il prezzo troppo alto all'uscita